# Zou bisou bisou
Cet article possède un paronyme, voir Bisou.
Zou bisou bisou, aussi connu dans sa version anglaise sous le titre Zoo Be Zoo Be Zoo, est une chanson écrite par Bill Shepherd et Alan Tew pour la musique et les paroles en anglais, et Michel Rivgauche pour les paroles de la version en français. La version française enregistrée par Gillian Hills en 1960 s'inscrit dans le mouvement musical yéyé alors que les paroles, dans les deux langues, constituent un hommage espiègle au baiser. 
Deux interprétations notables sont faites en 1960 par Gillian Hills et Sophia Loren. Le single de Gillian Hills sort pendant l'été 1960 et est un succès. Sophia Loren chante la même chanson sous le titre Zoo Be Zoo Be Zoo, avec des paroles en anglais, pour la promotion du film Les Dessous de la millionnaire, dans un single qui sort en décembre. Une version single est classée en Angleterre. 
Plusieurs reprises moins notables sont enregistrées ultérieurement, dont une version en 1966 qui fait connaître la chanson aux États-Unis.
La chanson est réinterprétée en 2012 de manière notable, à l'occasion du premier épisode de la saison 5 de Mad Men. Megan Draper, 25 ans, jouée par Jessica Paré, chante cette chanson en français à l'occasion de la fête célébrant les quarante ans de son mari, Don Draper. La chanson, interprétée de manière sexy en face de leurs collègues de travail, révèle une fracture culturelle et sociale importante entre les différentes générations présentes ce soir là. L'épisode, et en particulier la scène de la chanson, fait partie des moments marquants de la série, ce qui était le souhait du créateur et scénariste de la série Matthew Weiner.  
La chanson est effectivement remarquée par les critiques, la presse anglophone proposant diverses interprétations et analyses de son texte. Lors de sa diffusion, l'épisode fait le buzz sur les réseaux sociaux, mais les ventes du single ne parviennent pas à atteindre de classement significatif, hormis une centième place du Canadian Hot 100. La chanson est aussi mise en avant dans le cadre de travaux de sciences sociales, à propos du genre dans la série Mad Men.

## Thème
Le thème est discuté par la presse anglophone, à la suite de la diffusion de la chanson dans la série Mad Men en 2012.
Pour le public anglophone « Zou Bisou Bisou » est traduit par « Oh! Kiss Kiss, » ou « Oh Vous Kiss Kiss, ». The Daily Beast explique que « zou est une exclamation décontractée et bisou est un baiser, un doux baiser sur la joue pour dire bonjour et au revoir ». 
David Haglund, après avoir traduit la chanson depuis le français, affirme que la chanson traite « ouvertement de la déclaration et de la démonstration de son amour ». Le Huffington Post résume la chanson plus simplement en déclarant qu'elle souligne « à quel point s'embrasser est amusant ».

## Enregistrements et diffusions originales

### 1960-1961: versions française et américaine

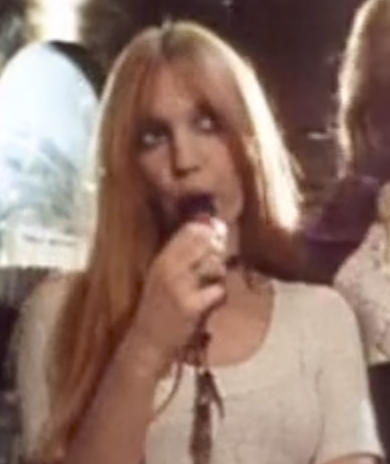
Gillian Hills en 1971.

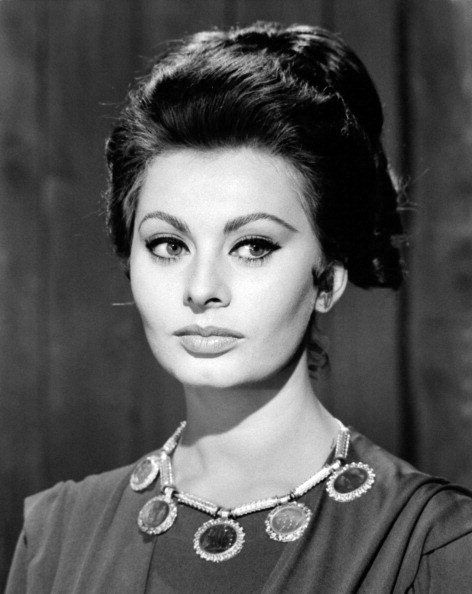
Sophia Loren en 1962.

La chanson est écrite par Bill Shepherd et Alan Tew, et Michel Rivgauche pour les paroles de la version française. Il s'agit d'une chanson écrite et produite pour une interprète, comme le sont alors beaucoup de chansons des yé-yé.
Zou bisou bisou est le premier single de Gillian Hills produit par Barclay ; il sort à l'été 1960 et est un succès, accompagné d'un merchandising.
David Haglund dans Slate note que l'interprétation de Gillian Hills est la version la mieux connue parmi les premiers enregistrements de la chanson. Il est suivi par un extended play sorti en 1961. 
George Martin et Sophia Loren enregistrent Zoo Be Zoo Be Zoo avec de nouvelles paroles en anglais, comme publicité associée au film Les Dessous de la millionnaire (The Millionairess, 1960), sur l'album Pierre et Sophie,,,. Un single sort en décembre 1960 chez Parlophone et est classé en Angleterre. 
Plusieurs sources, y compris une publication sur le site d'AMC, affirment que Gillian Hills n'a enregistré sa version avec les paroles en français de Rivgauche qu'après 1961, soit après la sortie du film Les Dessous de la millionnaire. De même, le magazine New York affirme que la version de Sophia Loren est l'originale. Gillian Hills indique pourtant, dans une interview pour The Daily Beast, avoir été la première interprète de cette chanson.
Une autre version de la chanson, par la chanteuse israélo-française Maya Casabianca, est apparue dans le classement de Billboard pour la France en septembre 1961. Plusieurs autres reprises ont été produites, notamment par The Pennies et Kerstin Dahl.
En 2017, la chanson est de Gillian Hills atteint le top 5 des chansons sur TikTok, après avoir été utilisée notamment par Madonna et Camila Cabello.

### Analyse: un pur produit yéyé
Selon la musicologue grecque Maria Kouvarou, Zou bisou bisou est un exemple emblématique des chansons yéyés, telles qu'elles sont décrites par le musicologue américain Eric Drott :

« Le nouveau produit yéyé souligne sa distance par rapport aux éléments afro-américains du rock'n'roll avec un tournant évident vers les variétés : en ce qui concerne l'instrumentation, bien que les guitares électriques et la batterie soient restées, elles ont été utilisées dans un contexte instrumental plus poli, et moins brut. »

— Eric Drott, Music and the Elusive Revolution: Cultural Politics and Political Culture in France
Maria Kouvarou précise aussi que, à l'instar de Zou bisou bisou, « les chansons yéyé étaient des produits fabriqués par les maisons de disques, qui fournissaient aux interprètes des paroles et des musiques écrites par d'autres ». La chercheuse compare à cet égard la chanson à : Si je chante de Sylvie Vartan (1964), Laisse tomber les filles de France Gall (1964), Belles ! Belles ! Belles ! de Claude François (1962), C'est bien Bernard de Chantal Goya (1964), L'école est finie de Sheila (1963) et Les bras en croix de Johnny Hallyday (1963).
Enfin, le magazine Slate note les paroles de Zou bisou Bisou illustrent le fait que les chanteuses yéyés étaient souvent « des adolescentes qui dégageait une fausse et innocente sexualité ».

### Dans la culture populaire
En 1966, Gillian Hills apparaît dans le film de Michelangelo Antonioni Blow-Up où elle interprète également Zou bisou bisou. Le film popularise la chanson auprès du public nord-américain.
En 2012, la version de Gillan Hills a été utilisée pour une publicité pour les shampooings Garnier.

## Nouveaux succès après une scène de la série téléviséeMad Men(2012)

### Préparation et diffusion

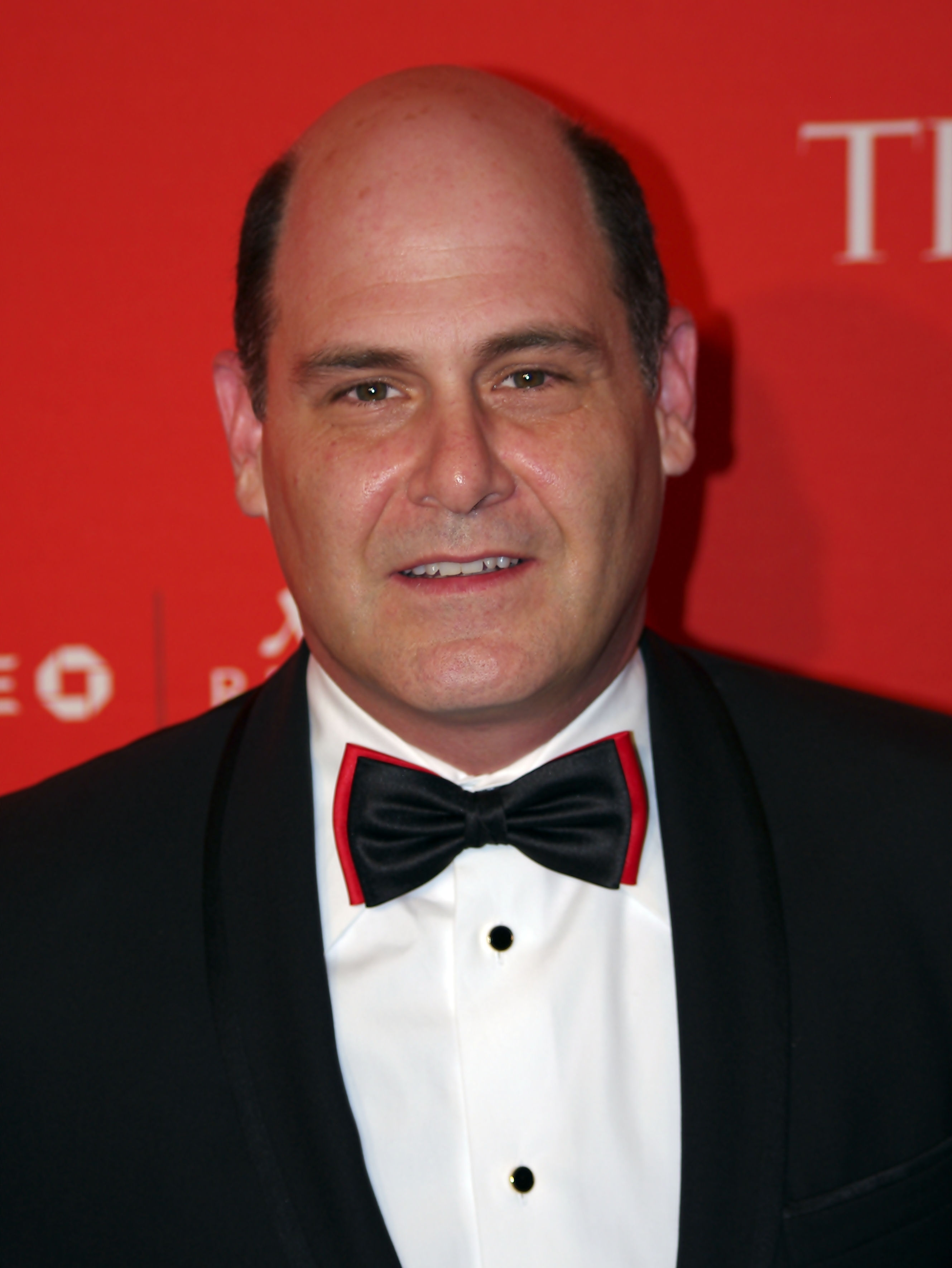
Matthew Weiner en 2011.

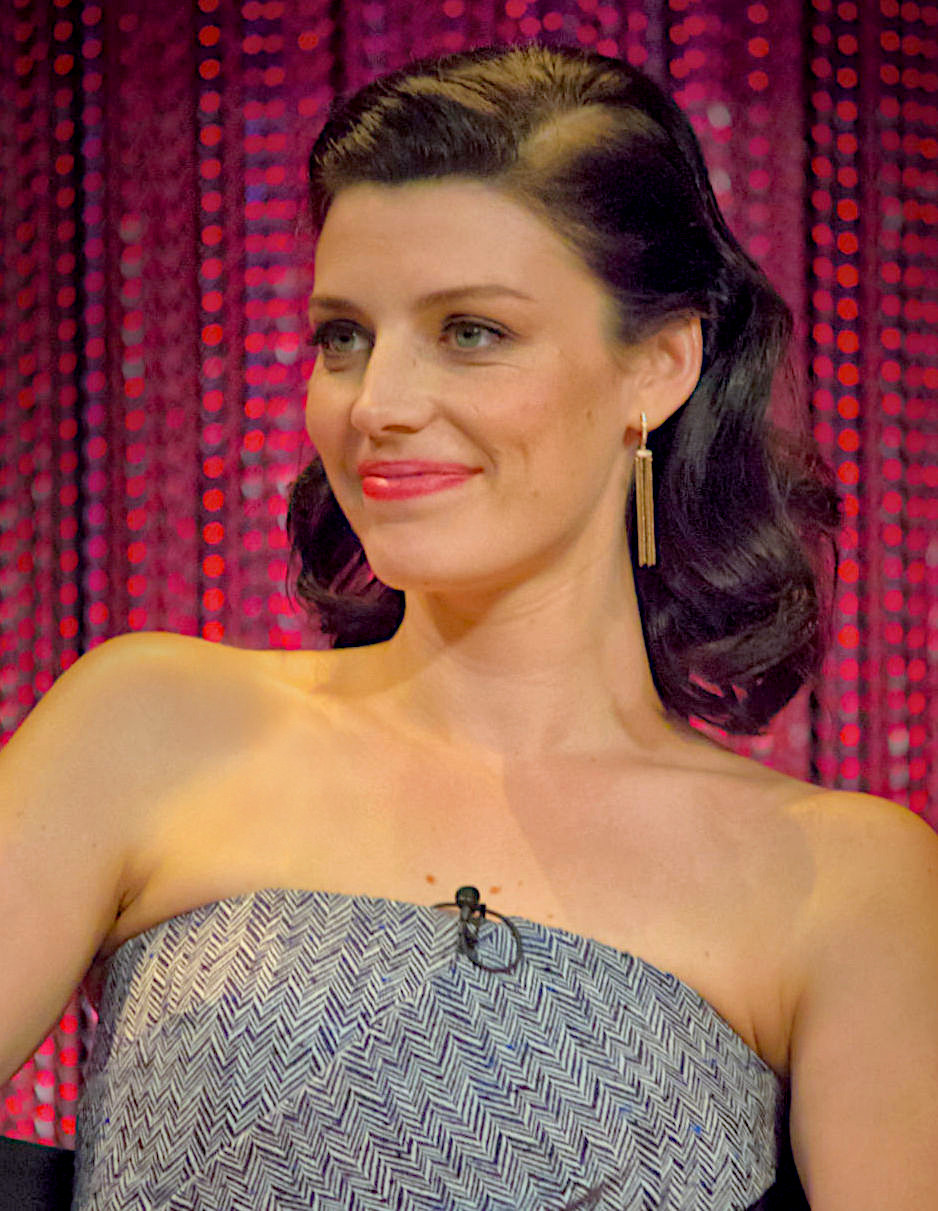
Jessica Paré, qui interprète Megan Draper, en 2014.

Pour le premier épisode de la saison 5 de Mad Men, A Little Kiss (un petit baiser), le créateur et scénariste de la série Matthew Weiner souhaitait un retour qui marque les spectateurs, après 17 mois d'absence. Pour lui, le premier épisode, d'une durée exceptionnelle de deux heures, a donc besoin d'une scène phare. Weiner apprécie la musique française des années 1960 et recherche une chanson « sexy » ou « enfantine ».
Weiner profite du fait que Jessica Paré, qui interprète Megan Draper, soit une francophone originaire de Montréal. Jessica Paré déclare ne pas connaître la chanson avant qu'on ne lui propose de l'interpréter. Elle enregistre les paroles dans un studio d'enregistrement, travaillant avec David Carbonara, et elle répète la chorégraphie prévue pour l'épisode avec Marianne Ann Kellogg. Puis, face caméra, elle interprète la chanson par synchronisation labiale,. Trois jours de répétitions pour la synchronisation et la chorégraphie sont suivis d'une journée de tournage, pour une scène qui dure deux minutes et 20 secondes.
A Little Kiss est diffusé pour la première fois le 26 mars 2012 sur AMC,. Il est alors regardé 3,5 millions de téléspectateurs. 

### Contexte de l'épisodeA Little Kiss
L'épisode se passe au début de l'été 1966. Don Draper (Jon Hamm), associé de l'entreprise de publicité Sterling Cooper Draper Pryce, s'est marié il y a peu à Megan Draper (Jessica Paré), 25 ans, son ex-secrétaire devenue rédactrice publicitaire. Megan est canadienne francophone, et vient d'un milieu moins complexé que celui de Betty Draper, l'ex-femme de Don.
L'analyse de série sous l'angle des différences de genres montre une dualité entre les deux femmes qui gravitent autour de Don. Megan est l'archétype de la jeune femme urbaine, salariée et indépendante, portant bikini et minijupe, représentante des « bad sixties » et la génération yé-yé avec ses adolescentes faussement sexy. Elle symbolise les changements sociaux liés au genre et à la sexualité. À l'opposé est Betty, l'ex-femme de Don, devenue femme au foyer de banlieue chic et ayant une conception de la famille très classique, caractéristique de la femme des « good sixties »,. 
Globalement, les précédentes saisons de Mad Men ont mis en avant des femmes dominées par une masculinité omniprésente : vulnérabilité face aux hommes, contrôle sexuel, contrainte aux tâches domestiques, ségrégation professionnelle et en font la critique en se plaçant du point de vue des hommes.

### Contenu de l'épisode lié à la chanson
De retour d'un dîner, alors que Don tente de déshabiller Megan dans les couloirs de l'immeuble où il habite, ceux-ci tombent sur l'associé Roger Sterling et son épouse Jane, qui se disputent devant la porte des Draper. Les Sterling venaient s'ajouter aux nombreux invités présents dans l'appartement, rassemblés pour la fête surprise des quarante ans de Don. 
Les invités présents à la fête discutent des changements sociétaux du milieu des années 1960, notamment liés aux conflits de génération (notamment autour de la Guerre du Viêt Nam, un conscrit étant présent à la fête) ou aux changements sociétaux liés au racisme aux États-Unis et présentés plus tôt dans l'épisode. Une différence de génération est visible entre les amis de Megan, conscientisés par rapport à ces problèmes, et la génération de Don, plus conservatrice et attachée à une normalité masculine patriarcale. 
Si la surprise de la fête est gâchée, le cadeau de Megan à Don va davantage surprendre les invités. Accompagnée d'un orchestre, elle interprète — en français — la chanson Zou bisou bisou à l'intention de Don, d'une manière très sexy,. Harry Crane fait des remarques sexistes durant la performance. Don est extrêmement gêné. L'interprétation est saluée par un toast de Roger Sterling, qui sous-entend la gêne ressentie par les invités peu habitués à ce type de comportement (noté comme transgressif), tout en sous-entendant son désir pour Megan. 
À la fin de la fête, les deux époux se retrouvent dans leur chambre. Alors que Megan souhaite poursuivre la fête de manière plus intime, Don, fatigué et ivre, fait part à son épouse de son souhait de dormir, et de l'embarras qu'il a ressenti avec cette chanson et son interprétation. En effet, pour lui, la performance de Megan a brisé la barrière que Don a mise en place entre sa vie professionnelle et sa vie personnelle. Cette dispute a fait aussi ressortir l'identité réelle de Don, qui a, elle, déjà passée les 40 ans. 
Le lendemain de la fête, les collègues de Megan Draper se moquent d'elle (Roger Sterling interprète Frère Jacques au bureau) ou font des remarques sexistes à son encontre (Harry décrit à Stan ce qu'il ferait à Megan si elle était sa compagne). Quelques jours plus tard, à l'occasion d'une nouvelle dispute, Megan réalise que sa lune de miel est terminée avec Don, et que leurs rapports intimes ne sont plus les mêmes,.  
Dans la suite de la série, l'embarras des personnes présentes est dévoilé par leurs blagues et allusions. Au début de la saison 6 de Mad Men, Megan Draper fait une petite allusion à la scène de la chanson sous forme de parodie. Suite à cette chanson, démarre pour Megan une période d'émancipation, tant de la domination de Don que des stéréotypes liées à son genre. Elle est la première femme de la série à s'émanciper en dehors du cadre du travail. 

### Succès en ligne et pérennité
Le lendemain de la diffusion de l’épisode sur AMC, la chanson est proposée sur les plateformes de téléchargement de musique ainsi que sous format vinyle en édition spéciale. Billboard note dans sa HotBox du 14 avril 2012 les ventes de 11 000 exemplaires du single en une semaine. 
Lionsgate Television publie une version à télécharger sur l'iTunes Store, ainsi que deux éditions vinyles, également disponibles en ligne. Une publication sur Amazon.com et dans les magasins[Quoi ?] est également prévue. Cette version est produite par Matthew Weiner, Russell Ziecker, David Carbonara, et James T. Hill. 
La version du vinyle 7 pouces comprend sur la face B le morceau A Beautiful Mine issu de l'album Magnificent City (en), interprété par RJD2, qui est le générique de la série. Malgré son grand succès sur les médias sociaux, la chanson ne parvient pas à intégrer le Top 100 sur iTunes, mais atteint la centième place du Canadian Hot 100. 
À la suite de la diffusion, Matthew Weiner déclare que la scène de la chanson « était le parfait mélange entre puérilité et sexualité, ce qui en faisait un striptease socialement acceptable »,.
Pour Time Magazine, l'engouement autour de cette chanson à l'occasion de la diffusion de l'épisode est décrite comme « un rêve de producteur ».

### Réception critique
La version de Gillian Hills est décrite dans le Daily Mail comme « typique du style du mouvement international yéyé » qui a marqué la France, l'Espagne et le Québec ; ce dernier lieu étant, dans la série Mad Men, le lieu de naissance de Megan Draper.
Au moment de la sortie de l'épisode de Mad Men, Gillian Hills, qui travaille comme chanteuse et artiste visuelle, elle prédit à The Daily Beast que la performance de Jessica Paré sera certainement « sensuelle ».
Du fait des paroles en français, de nombreux médias américains proposent leur traduction et leurs explications, tant de la chanson que du contexte lié au mouvement yé-yé.
De nombreux critiques provenant de médias notables, tels que Le Wall Street Journal, Slate, USA Today, Rolling Stone, le Daily Mail, le New York Daily News, le Los Angeles Times, le Chicago Sun-Times, ou CBS News notent que le point culminant du premier épisode de la cinquième saison est la performance de Jessica Paré, décrivant celle-ci comme étant sexy et sensuelle. Matthew Perpetua de Rolling Stone déclare que « Megan chante [...] pour son mari, qui a du mal à réprimer son embarras et son inconfort ». Erin Carlson de The Hollywood Reporter décrit la performance de l'actrice « bizarre » et « burlesque », notant qu'elle « stupéfait les fêtards qui la regardent ouvertement tandis que [Don Draper] se tortille dans un embarras poli ». Plusieurs critiques (Todayonline, The Washington Post) estiment que la chanson permet à Jessica Paré, ainsi qu'à son personnage, de devenir « une des références du show ». L'épisode en lui même est classé comme un des plus mémorables de la série.
La performance devient un sujet tendance sur Twitter,, durant l'épisode. Vu que cela se poursuit sur la journée suivante, The Roots effectue une brève interprétation d'un couplet de la chanson la nuit suivante durant le Late Night with Jimmy Fallon. Le LATimes s'interroge quant au fait que la chanson devienne un grand succès, semblable à la chanson Someone Like You de Adele.
Jessica Paré déclare que « Megan, qui est plus jeune et plus naïve que Don, a, sans le savoir, mis leur lien intime en avant en face de leurs amis et de ses collègues. […] Si son acte est si maladroit, ce n'est pas tant parce que ce qu'elle était en train de faire était quelque chose de mal, que parce que cela était de l'ordre du privé ».

## Liste des enregistrements
- Été 1960 : Gillian Hills, Zou bisou bisou, single, Barclay[1]
- décembre 1960 : Sophia Loren, Zoo Be Zoo Be Zoo, single, Parlophone[15]
- 1961 : 
  - Gillian Hills, Zou bisou bisou, EP, Barclay 70.387[11],[51]
  - Pepe Zapatta et son Orchestre, Zou bisou bisou, single, Versailles[52]
  - septembre[1] : Maya Casabianca, Zou Bisou Bisou (Zoo Be Zoo Be Zoo), Philips[53]
  - Microsillon 45t - Durée : 2 min 23 s - Georges Jouvin et son orchestre - La voix de son maitre[54].
- 2012 : Jessica Paré, Zou Bisou Bisou, single, AMC
- 2014 : Bart&Baker avec Lada Redstar, Zou Bisou Bisou[55]
- 2017 : Gillian Hills, Zou Bisou Bisou, CD compilation, Ace International

## Classements
| Année | Interprète   | Classement                | Position | Note |
| ----- | ------------ | ------------------------- | -------- | --- |
| 1960  | Sophia Loren | Angleterre                | 22       | Sous le titre Zoo Be Zoo Be Zoo, en face B d'un album comprenant en face A Bangers And Mash, interprété par Peter Sellers et Sophia Loren. |
| 2012  | Jessica Paré | Canada (Canadian Hot 100) | 100      | |